# يوكياكي أوكابي
يوكياكي أوكابي (24 أبريل 1941 – 26 يناير 2018) هو سبّاح ياباني راحل، مثّل بلاده في الألعاب الأولمبية الصيفية 1964.

## روابط خارجية
يوكياكي أوكابي على موقع الاتحاد الدولي للسباحة (الإنجليزية)
- يوكياكي أوكابي على موقع اللجنة الأولمبية الدولية (الإنجليزية)
- يوكياكي أوكابي على موقع أوليمبيديا (الإنجليزية)